# استیضاح عبدالناصر همتی
استیضاح عبدالناصر همتی، نخستین استیضاح وزرای دولت چهاردهم جمهوری اسلامی ایران بود که در روز ۱۲ اسفند ۱۴۰۳ برگزار و وی با ۱۸۲ رأی موافق از سمت وزارت اقتصاد برکنار شد. عبدالناصر همتی وزیر امور اقتصادی و دارایی دولت مسعود پزشکیان و در زمرهٔ وزرای اصلاح‌طلبی بود که با مخالفت‌های شدیدی در دوره دوازدهم مجلس شورای اسلامی روبه‌رو و با کمترین رأی اعتماد به هیئت وزیران مسعود پزشکیان، وزیر اقتصاد شد. وضعیت اقتصادی ایران در شش ماه بعد از وزارت او پرتلاطم بود و دولت پزشکیان در زمینهٔ قیمت ارز و نرخ تورم نتوانست به موفقیتی دست یابد.
نرخ دلار در بازار آزاد ایران در زمان آغاز به کار دولت مسعود پزشکیان حدود ۶۰ هزار تومان بود و در اسفندماه ۱۴۰۳ تا حدود ۱۰۰ هزار تومان هم پیش رفت. طی ماه‌هایی که از ریاست همتی بر وزارت اقتصاد گذشت، بعضی از اقلام خوراکی نظیر برنج و سیب‌زمینی شاهد افزایش شدید قیمت بودند. همچنین ناترازی‌ها در بخش انرژی به تعطیلی‌های پیاپی انجامید.
امیرحسین ثابتی و حمید رسایی ابتدا ایده و طرح استیضاح وی را دادند. ابتدا نمایندگان کمی با آن‌ها همکاری کردند، امّا پس از اعتراضات شدید مردم به بی‌کفایتی عبدالناصر همتی، روز به روز به جمع امضاکنندگان استیضاح وی افزوده شد تا اینکه بالاخره او در ۱۲ اسفند سال ۱۴۰۳ پس از جلسه‌ای طولانی از سمت وزیر امور اقتصاد و دارایی، برکنار شد.
به عقیدهٔ برخی با توجه به تبار سیاسی نمایندگان پیگیری‌کنندهٔ استیضاح و همچنین اظهاراتی که پس از مشخص شدن نتیجه در فضای مجازی و رسانه‌ها مطرح شد، از ابتدا این موضوع مطرح بود که استیضاح عبدالناصر همتی یک اقدام سیاسی برای قدرت‌نمایی در برابر دولت پزشکیان است. منطق قائلان به این نظر در این یک خط خلاصه شده بود که وضعیت بحرانی اقتصاد ایران محصول حدود ۶ ماه وزارت همتی نیست که با برکناری وی حتی اندکی بهبود بیابد؛ امّا همتی به‌خاطر انتقادهایش از سیاست‌های اقتصادی دوران دولت سیزدهم و مسئولیتش در دوران حسن روحانی، مغضوب شده بود. با این حال، مخالفان این نظر می‌گویند که وضعیت بازار در دوران وزارت همتی متشنج بوده و آن‌ها برای کمک به دولت پزشکیان این اقدام را انجام داده‌اند!
عبدالناصر همتی در دفاعیات خود، به چند موضوع اشاره کرد؛ از جمله اینکه ریشهٔ تورم به کسری بودجه و ناترازی بانک‌ها بازمی‌گردد. او همچنین مدعی شد: «تکالیفی که مجلس به نظام بانکی اعمال می‌کند و ضعفی که در سیستم بانکی داریم و بانک‌های خصوصی ما ناتراز است و این یک واقعیت وحشتناک است که همهٔ این‌ها بر تورم فشار می‌آورد… در دورهٔ برجام رشد اقتصادی ما به ۱۱ درصد رسید و تورم تک‌رقمی شد. پس نگوییم در یک دوره کاهش یا افزایش تورم داشتیم؛ همه‌اش به نفت برمی‌گردد. تا زمانی که مسائل بین‌المللی ما حل نشود، نفت هم حل نمی‌شود.»

## دلایل استیضاح
محورها و دلایل اصلی استیضاح عبدالناصر همتی عبارت بودند از:
- سوءمدیریت وزیر در بازار ارز و سکه
- تخصیص نامناسب ارز به کالاهای اساسی و دارو
- کاهش ارزش پول ملّی
- وابستگی قیمت کالاهای اساسی به نرخ ارز و عملکرد ضعیف وزیر اقتصاد در حوزه‌هایی مانند سهام عدالت، شورای رقابت، مناطق آزاد تجاری، نظام گمرکی و بانکداری[۳]
- مماشات در برابر فساد شرکت کروز[۴]

## پیامدها
به باور صاحب‌نظران استیضاح و برکناری عبدالناصر همتی وزیر امور اقتصادی و دارایی، هیچ تأثیر عمده‌ای بر بهبود اقتصاد و معیشت مردم ایران نخواهد داشت؛ چرا که مشکلات اقتصادی ایران ناشی از یک فرد یا یک وزارت‌خانه نیست. بر اساس این دیدگاه، تورم مزمن، نوسانات ارزی، فشار تحریم‌ها، ناکارآمدی‌های ساختاری و کمبود سرمایه‌گذاری نقش عمده‌ای در بحران‌های اقتصادی ایران ایفا می‌کند و بنابراین، تغییر وزیر اقتصاد نمی‌تواند تأثیر پایدار و مثبتی بر اقتصاد و معیشت مردم ایران داشته باشد.
همچنین اقتصاد آنلاین در تحلیلی، برکناری عبدالناصر همتی از وزارت اقتصاد را با موضوع حذف رانت و شبکه‌های رانتی در ایران مرتبط دانست و در این باره نوشت: «همتی در دوران تصدی خود، به‌ویژه در زمان ریاست بانک مرکزی و سپس وزارت اقتصاد، تلاش‌هایی برای سامان‌دهی نظام ارزی و حذف برخی رانت‌های ناشی از سیاست‌هایی مانند ارز ترجیحی (۴۲۰۰ تومانی) انجام داده بود. این اقدامات، بخشی از شبکه‌های رانتی وابسته به نهادهای خاص و جریان‌های سیاسی را تهدید می‌کرد… این استیضاح نه‌تنها یک تحول اقتصادی، بلکه نشانه‌ای از کشمکش عمیق میان جریان‌های قدرت و شبکه‌های رانتی در ایران بود که جبهه پایداری در آن نقشی جدی ایفا می‌کرد.»
پس از برکناری او قیمت دلار با کاهش مواجه شد و از ۹۳ هزار تومان به ۸۹ هزار تومان رسید. همچنین طلای ۱۸ عیار نیز تا حدودی با کاهش قیمت مواجه شد.